# 尼斯天文台

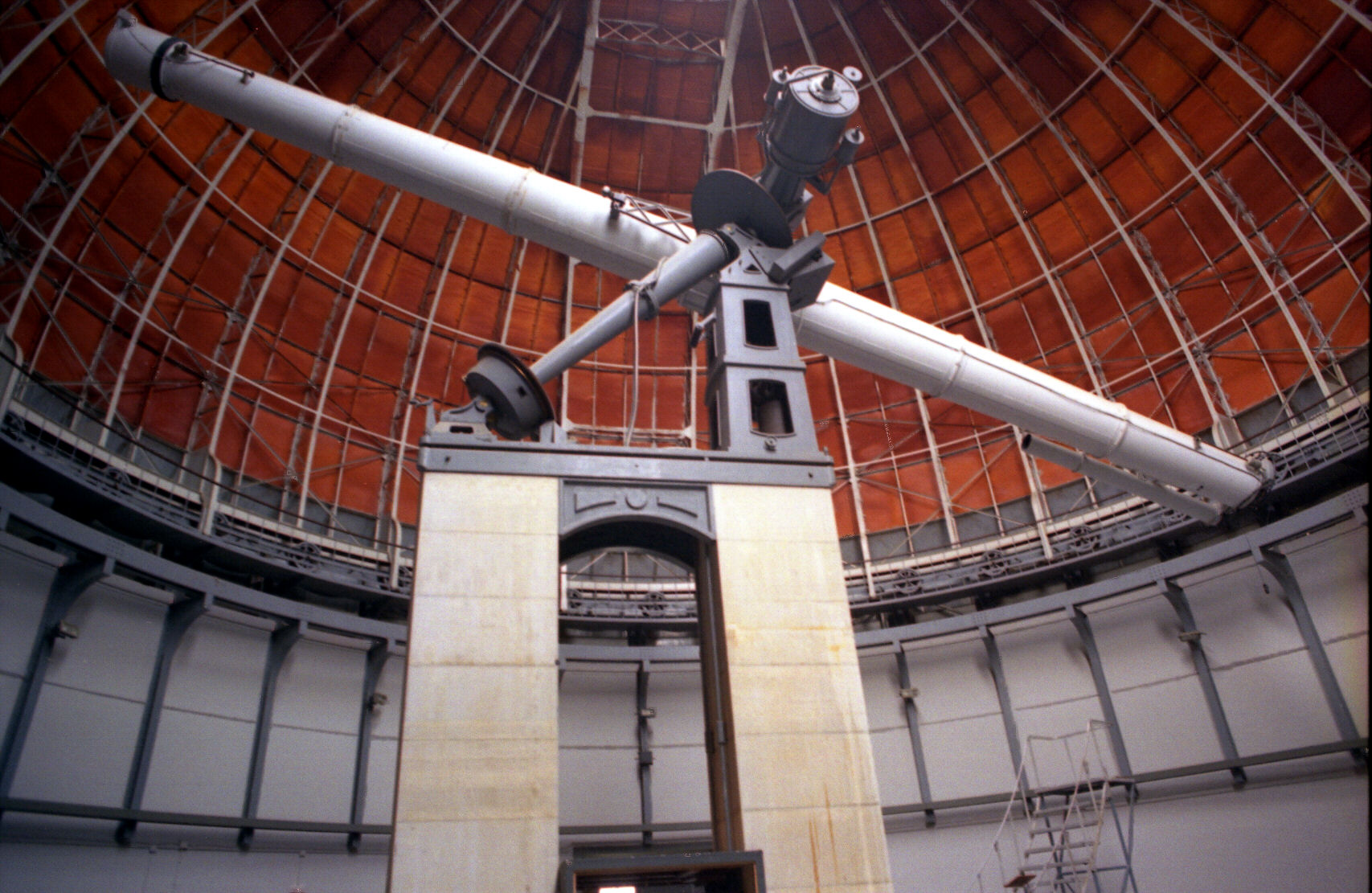
尼斯天文台口徑77公分的折射望遠鏡，建成時為當時世界上口徑最大、鏡筒最長、海拔最高的望遠鏡。

尼斯天文台（法語：Observatoire de Nice）是位於法國城市尼斯的一座天文台。天文台設立於1879年，由銀行家拉斐爾·比斯紹夫桑設立，建築家夏爾·加尼葉設計，主穹頂由居斯塔夫·艾菲爾設計。尼斯天文台的望遠鏡曾是世界最大的天文望遠鏡。
尼斯天文台於1988年與地球动力学与天体测量学研究中心合併為今日的蔚蓝海岸天文台。

## 歷任台長
- 亨利·约瑟夫·阿纳斯塔斯·佩罗坦 1880–1904[3]
- General J. A. L. Bassot 1904–1917[4]
- Gaston Fayet 1917–1962[4][5]
- Jean-Claude Pecker 1962–1969[6]
- Philippe Delache 1969–1972[7]
- Philippe Delache 1975[7]
- Philippe Delache 1989–1994[7]
- José Pacheco 1994–1999
- Jacques Colin 1999–2009
- Farrokh Vakili 2009–

## 外部連結
- 官方网站
- Monographie de l'observatoire de Nice （页面存档备份，存于） by Charles Garnier